# Сельское поселение Денискино
Сельское поселение Денискино — муниципальное образование в Шенталинском районе Самарской области.
Административный центр — село Денискино.

## Административное устройство
В состав сельского поселения Денискино входят:
- железнодорожный разъезд Баландаево,
- село Денискино.